# Unia Społeczności i Organizacji Islamskich we Włoszech
Unia Społeczności i Organizacji Islamskich we Włoszech (wł. Unione delle Comunità e delle Organizzazioni Islamiche in Italia - UCOII) - największa organizacja muzułmańska we Włoszech.
Powstała w 1990 na mocy porozumienia między Centrum Islamskim Mediolanu i Lombardii i Unią Studentów Muzułmańskich we Włoszech. Oprócz reprezentowania większości włoskich muzułmanów przed władzami państwowymi UCOII nadzoruje działalność około 50 meczetów. Prowadzi także działalność edukacyjną, wydaje książki o tematyce islamskiej (z jej inicjatywy ukazał się między innymi włoski przekład Koranu) organizuje pielgrzymki do Mekki oraz organizuje liczne konferencje i seminaria poświęcone islamowi.
Należy do Federacji Islamskich Organizacji w Europie (FIOE).